# Пам'ятки Севастополя
Згідно з Державним реєстром від 1 грудня 2002 року в Севастополі на обліку знаходилось 2 053 пам'ятника. З них археології — 246, історії — 1365, монументального мистецтва — 27, архітектури і містобудування — 293 пам'ятника. На обліку стояло 394 пам'ятника періоду радянсько-німецької війни, 24 братських цвинтаря, 45 братських могил, поховань періоду Кримської війни — 671, індивідуальних поховань, за межами некрополів — 37, могил воїнів інтернаціоналістів — 14.

## Пам'ятки національного значення

### Пам'ятки археології
| Назва                            | Датування                                                         | Розташування                 | Фото | Короткі відомості |
| Поселення Уч-Баш                 | VII століть до н. е.                                              | Інкерман                     |      | На скелястому мисі, поблизу гирла річки Чорної, над її лівим берегом, в 1952—1954 роках експедиція Херсонеського державного музею під керівництвом С. Ф. Стржелецького розкопала залишки кількох будівель і близько ста ям. У 2006 р. археологічні дослідження були поновлені спільною експедицією Інституту археології НАн України і Національного заповідника "Херсонес Таврійський". Нині розкопки проводить Інститут археології НАН України. Дослідженнями останніх років було відкрито виробничий металургійний комплекс другої половини ІХ ст. до н.е. - першої половини VIII ст. до н.е. і залишки оборонних сторуд поселнення середини VIII ст. до н.е., що були спалені разом із поселенням степовими номадами невдовзі після їх зведення. Дослідження цієї памєятки археології тривають (Е.Кравченко. Кизил-кобинська культура у Західному Криму. Київ, Луцьк: Інститут археології НАН України, 2011). |
| Печерний монастир                | VIII—IX століття                                                  | Інкерман, Загайтанська скеля |      | Один з найдавніших печерних монастирів Криму. |
| Храм святого Іллі                | IX—X століття                                                     | бухта Ласпі, гора Ільяс-Кая  |      | |
| Загайтанське укріплене поселення | І тисячоліття до н. е. V—VII століття, IX століття, XIII століття | Інкерман, Загайтанська скеля |      | |
| Печерна стоянка Шан-Коба         | IX—V тисячоліття до н. е.                                         | Передове                     |      | печерна стоянка часів мезоліту і неоліту в південно-західній, гірській частині Криму, в басейні річки Чорної. Відкрита у 1927 році; досліджувалась в 1928, 1935—1936 роках. В півтораметровій товщі відкладів печери було відкрито 6 культурних шарів. При розкопках знайдено нуклеуси, крем'яні знаряддя (скребки, вкладні тощо), кістки оленів, сайг, коней, бурого ведмедя, рисі, бобра та інших тварин. У пізньому (верхньому) шарі стоянки знайдено неолітичні знаряддя та уламки грубого глиняного посуду. |
| Печерна стоянка Фатьма-Коба      | IX—VI тисячоліття до н. е.                                        | Передове                     |      | Досліджувалась в 1927, 1956—1959 роках. При розкопках відкрито шари часів азильської культури і тарденуазької культури. В нижньому, азильському, шарі виявлено залишки вогнища, знайдено крем'яні знаряддя, кістки тварин. У верхньому, тарденуазькому, шарі виявлено скорчене поховання кроманьйонської людини, залишки вогнищ, крем'яні й кістяні знаряддя, кістки тварин. На майданчику перед стоянкою розкопано шари неолітичного та енеолітичного часів. |
| Печерна стоянка Мурзак-Коба      | VII—VI тисячоліття до н. е., XIV—XV століття.                     | Чорноріченське               |      | Мезолітична стоянка, що належить до тарденуазькоі культури, на лівому березі річки Чорної в Криму. Досліджувалася в 1936 і 1938 роках. При розкопках знайдено багато кам'яних знарядь (скребачки, різці, ножо-видні пластинки, геометричні мікроліти), вироби з кістки та рогу (гарпуни, шила, проколки, лощила), кістки тварин. Інтерес становить поховання чоловіка та жінки. В жіночому кістяку бракувало останніх фаланг обох мизинців, очевидно ампутованих з ритуальною метою. |
| Могильник №15                    | II—V століття                                                     | Хмельницьке                  |      | |
| Георгіївський монастир           | XII століття                                                      | мис Фіолент                  |      | |
| Херсонес Таврійський             |                                                                   |                              |      | |

### Пам'ятки історії
| Назва                                                     | Датування      | Розташування                         | Фото |
| Братське кладовище захисників Севастополя 1854—1855 років | 1854—1855 роки | Північна сторона, вулиця Богданова.  |      |
| Храм святого Миколая                                      | 1870 рік       | Північна сторона, Братське кладовище |      |
| Володимирський собор — усипальниця адміралів              | 1854—1888 роки | Вулиця Суворова, 3                   |      |
| Історичний бульвар                                        | 1905—1959 роки | Історичний бульвар                   |      |
| Малахов курган                                            | 1905—1983 роки | вулиця Героїв Севастополя            |      |
| Сапун-гора                                                | 1944—1979 роки | Ялтинське шосе, 13-й кілометр        |      |
| Графська пристань                                         | 1846 рік       | площа Нахімова                       |      |

### Пам'ятки архітектури і містобудування
| Назва                                                  | Датування           | Розташування                                                 | Фото |
| Петропавловський собор                                 | 1848 рік            | вулиця Луначарського, 87                                     |      |
| Графська пристань                                      | 1846 рік            | площа Нахімова                                               |      |
| Михайлівський собор                                    | 1848 рік            | вулиця Леніна, 9                                             |      |
| Башта вітрів                                           | 1844 рік            | Вулиця Фрунзе                                                |      |
| Акведуки                                               | початок 19 століття | Ушакова і Аполонова балки                                    |      |
| Катерининська миля                                     | 1787 рік            | Північна сторона, вулиця Челюскінців                         |      |
| Володимирський собор                                   | 1861—1892 роки      | територія Національного заповідника «Херсонеса Таврійського» |      |
| Будівля панорами «Оборона Севастополя 1854—1855 років» | 1904 рік            | Історичний бульвар                                           |      |
| Чоргунська башта                                       | XV століття         | Чорноріченське                                               |      |
| Фортеця Чембало                                        | XIV—XV століття     | Балаклава                                                    |      |
| Фортеця Каламіта                                       | VI—XVII століття    | Інкерман                                                     |      |
| Будинок електростанції                                 | 1911                | А. Калича, 3                                                 |      |